# Fintro
Fintro est un réseau d'agences bancaires indépendantes racheté en 2009 par BNP Paribas Fortis et disponible en Belgique. La filiale Fintro propose divers services bancaires aux particuliers, aux entreprises et aux clients institutionnels.

## Historique
La Société Nationale de Crédit à l'Industrie (SNCI) a été créée en 1919 par la Banque Nationale de Belgique pour organiser le crédit à moyen et long terme en Belgique. Elle a pour but de soutenir le développement de l'industrie belge en fournissant des financements aux entreprises.
Elle s'occupe notamment des crédits liés au Plan Marshall pour l'industrie belge du charbon.
Dans les années 60, elle décide d'élargir son champs d'action avec l'ouverture de sa première agence bancaire.
Au fil des années, la SNCI développe son réseau d'agences.
En 1997, le Crédit à l'Industrie est repris par la Caisse générale d'épargne et de retraite (CGER-Banque), qui fusionne à son tour avec la Société générale de banque et forme Fortis Bank en 1999, puis BNP Paribas Fortis en 2009.
En 2019, Fintro possède 302 agences dirigées par des indépendants.
En 2023, Fintro compte près de 1 300 employés pour 500 000 clients particuliers.
En 2024, Fintro comptabilise environ 200 agences.
Leur clientèle bénéficie de solutions digitales : Fintro Easy Banking Web et App.